# Ламберт Брост
Ламберт Джозеф Брост (нар. 10 жовтня, 1835 — 6 листопада, 1909) — член Асамблеї Вісконсину.

## Біографія
Брост народився 10 жовтня, 1835 в Ульмен, Пруссія. Згодом оселився в місті Калумет. 11 липня, 1859, Брост одружився з Анною Массбургер. У них було одинадцять дітей. Помер 6 листопада, 1909.

## Карьєра
Брост член Ассамблеї з 1876 до 1877. Був уповноваженим у справах про податки в 1881. Інші посади, які він обіймав, включаючи мера Калумета та округу. Був демократом.